# Захаров, Илья Леонидович
Илья Леонидович Захаров (род. 2 мая 1991 года, Ленинград) — российский прыгун в воду. Олимпийский чемпион 2012 года в прыжках с 3-метрового трамплина и вице-чемпион Олимпийских игр 2012 года в синхронных прыжках с 3-метрового трамплина (с Евгением Кузнецовым), чемпион мира, шестикратный призёр чемпионатов мира в индивидуальных и синхронных прыжках с 3-метрового трамплина, 10-кратный чемпион Европы, 13-кратный обладатель Кубка России по прыжкам в воду, 3-кратный чемпион Универсиад. Спортсмен ЦСКА, лейтенант Вооружённых сил Российской Федерации.
В 2022 году избран депутатом Саратовской областной Думы седьмого созыва от партии «Новые люди» по одномандатному округу № 21 «Энгельсский».

## Спортивная карьера
С 1998 года тренируется под руководством Татьяны Коробко.

### 2007
На международном турнире по прыжкам в воду Lambertz-Printenspringen в немецком Ахене Илья стал первым на вышке (10 м), в паре с Евгением Кузнецовым в синхронных прыжках с 3-метрового трамплина — серебряным призёром, а в индивидуальных прыжках с 3-метрового трамплина — бронзовым.
В Электростали на Кубке Федерации прыжков в воду России (ФПВР) спортсмен выиграл серебро в прыжках с вышки (5 м).

### 2008
В прыжках с вышки (10 м) Илья стал победителем Кубка России. Он набрал 456,70 балла, опередив своего партнёра в синхронных прыжках с вышки Виктора Минибаева, который получил 449,25.
В паре с Игорем Корякиным в синхронных прыжках с 3-метрового трамплина стал серебряным призёром Чемпионата России 2008, уступив только паре Саутин/Кунаков.
На первенстве Европы среди юниоров, юношей и девушек по прыжкам в воду в Минске выиграл две золотые медали (трамплин 1 м и вышка 10 м), а в паре с Игорем Корякиным в синхронных прыжках с 3-метрового трамплина — серебряную.
На юниорском первенстве мира по прыжкам в воду Илья стал бронзовым призёром в прыжках с 3-метрового трамплина в паре с Игорем Корякиным. А в прыжках с вышки завоевал серебряную медаль, набрав сумму 568,60 баллов. Илья уступил китайцу Ван Жихао (627,65), но одолел его соотечественника Су Хайана (567,65).

### 2009
На Кубке России по прыжкам в воду в паре с Глебом Гальпериным первенствовал в синхронных прыжках с 3-метрового трамплина, а в индивидуальных прыжках стал бронзовым призёром, уступив А.Доброскоку и Гальперину.
На Чемпионате Европы 2009 в Турине (Италия) в прыжках с метрового трамплина стал 8-м, а в синхронных прыжках с 3-метрового в паре с Г. Гальпериным — серебряным призёром.
В Монреале на четвёртом этапе Гран-при по прыжкам в воду Илья и Евгений Кузнецов стали серебряными призёрами в синхронных прыжках с трехметрового трамплина, опередив французов Матье Россе и Дамьена Сели на 1,5 балла.
На чемпионате России 2009 года в паре с Евгением Кузнецовым выиграл серебряную медаль в прыжках с 3-метрового трамплина, в паре с Виктором Минибаевым — золотую в прыжках с вышки (10 м).
В Будапеште (Венгрия) на первенстве Европы по прыжкам в воду среди юношей и юниоров Илья стал трёхкратным победителем. Он выиграл соревнования в индивидуальных прыжках с трехметрового трамплина и вышки, а также в синхроне с трамплина с Виктором Минибаевым.

### 2010
В Ростове на этапе Гран-при по прыжкам в воду Илья и Виктор Минибаев заняли третье место в синхронных прыжках с вышки, набрав 415,50 баллов.
В канадском Монреале на этапе Гран-при по прыжкам в воду спортсмен в паре с Евгением Кузнецовым стал бронзовым призёром в синхронных прыжках с трехметрового трамплина.
В Чанчжоу (Китай) на Кубке мира по прыжкам в воду в синхронных прыжках с вышки Илья и Виктор Минибаев заняли второе место, уступив только китайцам Цао Юаню и Чжан Янгуану 7,56 балла.
На чемпионате России 2010 года в синхронных прыжках с трамплина в паре с Глебом Гальпериным стал серебряным призёром, в индивидуальных — бронзовым, а в синхронных прыжках с вышки в паре с Виктором Минибаевым стал чемпионом России. По результатам чемпионата был включен в состав сборной на чемпионат Европы.
На чемпионате Европы 2010 года спортсмен стал обладателем трёх серебряных наград: в командных соревнованиях в паре с Юлией Колтуновой, в индивидуальных прыжках с трехметрового трамплина и в синхронных прыжках с вышки в паре с Виктором Минибаевым.

### 2012
Летом 2012 года Илья Захаров на летних Играх в Лондоне стал первым в истории российским олимпийским чемпионом в индивидуальных прыжках с трёхметрового трамплина. Последний раз в этой дисциплине на высшую ступень пьедестала поднимался 32 года назад представлявший тогда сборную СССР Александр Портнов на XXII Олимпийских Играх в Москве. В финале соревнований Илья превзошёл китайцев Цинь Кая и Хэ Чуна. Перед заключительным прыжком Захаров уступал Цинь Каю, но отлично выполнив самый сложный прыжок своей программы и получив за него оценку 104,50, Илья вышел на первое место, завоевав золотую медаль.
В синхронных прыжках с трамплина Захаров в паре с Евгением Кузнецовым долгое время занимал третье место, но в последнем прыжке россияне набрали 100,32 балла и переместились на второе место, опередив американцев Дюмея и Ипсена.
Также Захаров принял участие в синхронных прыжках с 10-метровой вышки в паре с Виктором Минибаевым. Спортсменам не удалось показать высокий результат и они заняли 6-е место.
Международной федерацией плавания (FINA) Илья Захаров признан лучшим прыгуном в воду 2012 года.

### 2015
Летом 2015 года Илья Захаров на чемпионате мира по водным видам спорта в Казани в индивидуальных прыжках с 3-метрового трамплина занял 2 место, уступив китайцу лишь 8 баллов и набрав в последнем прыжке 106 баллов.

## Награды
- Орден Дружбы (13 августа 2012 года) — за большой вклад в развитие физической культуры и спорта, высокие спортивные достижения на Играх XXX Олимпиады 2012 года в городе Лондоне (Великобритания)[8].
- Почётная грамота Президента Российской Федерации (19 июля 2013 года) — за высокие спортивные достижения на XXVII Всемирной летней универсиаде 2013 года в городе Казани[9]